# Phelan (Texas)
Pour les articles homonymes, voir Phelan.
Phelan est une ancienne localité, fondée en 1903  et dorénavant une ville fantôme, qui était située au nord de Bastrop et au centre du comté de Bastrop, au Texas central, aux États-Unis,,. Située actuellement sur une propriété privée, elle était le site d'une communauté minière de lignite qui a prospéré brièvement au début du XXe siècle. En 1925, sa population tombe à 200 habitants et le bureau de poste, ouvert en 1905, est fermé en 1931. Dans les années 1920, un effondrement de puits provoque la mort de plus de 20 ouvriers et plusieurs mulets. Le cimetière de Phelan, construit pour les familles des mineurs, existe toujours.